# Perusia simplicior
Perusia simplicior är en fjärilsart som beskrevs av Butler 1882. Perusia simplicior ingår i släktet Perusia och familjen mätare. Inga underarter finns listade i Catalogue of Life.